# Personología
La personología es una pseudociencia, relacionada con las de la fisionomía y la frenología, que postula la supuesta existencia de correlaciones entre la apariencia física de una persona y su conducta, personalidad y carácter moral.

## Historia
Según Naomi Tickle, fundador del Centro Internacional de Personología, esta disciplina fue desarrollada en la década de 1930 por Edward Vincent Jones, juez de la Corte Suprema de Los Ángeles, California, (EE. UU.). Jones habría comenzado a tomar notas sobres los patrones de conducta de las personas que eran conducidas a su corte, llegando a convencerse de que era capaz de predecir la conducta de cualquiera con sólo observar sus rasgos. Fascinado por su "descubrimiento", Jones abandonó su trabajo en la justicia y comenzó su "investigación de campo", utilizando literatura previa publicada por notables autores como Johann Caspar Lavater.
Jones aseguraba haber compilado una lista de 200 rasgos faciales diferentes, que luego redujo a 68. Sin embargo, no existe evidencia de que haya realizado ningún experimento científico controlado para eliminar influencias o errores.
Tras una demostración en la cual Jones “leyó” a su esposa, el editor Robert L. Whiteside se transformó un ferviente defensor de la personología y fue quien, según Tickle, la “transformó en ciencia” logrando “probar” la validez de ésta mediante un experimento que incluyó "1.068 sujetos y tuvo un acierto de más del 90%". Hoy en día, no existen referencias a tal estudio en ninguna bibliografía científica conocida.

## Ejemplos de posibles correlacionespersonológicas
- Cabello espeso: poco sensible.
- Cabello fino: extremadamente sensible.
- Piel tirante en el marco de la cara: gusta de las cosas ordenadas y limpias.
- Mandíbula ancha: le gusta estar a cargo, persona autoritaria.
- Mandíbula fina : le gusta ser sometido, y ser castigado.
- Amplias ventanas nasales: le gusta ser independiente, gran confianza en sí mismo.
- Pies grandes: gran estabilidad, extremadamente confiado.
- Bigotes: le gusta vigilar a otras personas.
- Zona entre nariz y labios muy larga: sensualidad y proclividad a actos sexuales antiguamente censurados.
- Lóbulo de oreja alargado: Instinto asesino.
- Pelo rubio y ojos muy grandes: Buen corazón
- Ojos rasgados: sanguinario, suciedad, dureza.
- Labios gruesos: enajenación.
- Dedos largos: le gusta hurtar cosas.
- Nariz aguileña: le tiene al robo afición.
- Glúteos grandes: le gusta la comodidad, adicción al sexo.
- Pelo enrulado: muy tacaño.
- Pelo lacio: agresividad, racismo, competitividad.
- Órganos sexuales grandes: disminuido intelectual.
- Calvicie: le gusta delatar, irritable.
- Obesidad: le gusta estafar, irresponsabilidad.
- Gordura: le gusta la comodidad, mente elitista, irresponsabilidad, egoísmo.
- Jorobado: le gusta traicionar.
- Renguera: hombría de bien, irresponsabilidad.
- Manco: le gusta engañar, estafar.
- Cejas gruesas: furioso, inquisitivo.
- Peludo: individualista, le gusta ver perder a otros.
- Lampiño: sensibilidad, desviación sexual.
- Estatura elevada: soberbia, presencia, burlón.
- Estatura baja: arrogancia, irritabilidad, fanatismo.
- Delgadez extrema: nihilismo, postergación.

Sin duda, se puede afirmar que no hay ningún indicio en la ciencia médica o biología, o en sus subdivisiones (como la neurociencia), que respalde ninguna de las aventuradas teorías de la personología.
- Datos: Q2916323